# Sozialistische Brigade

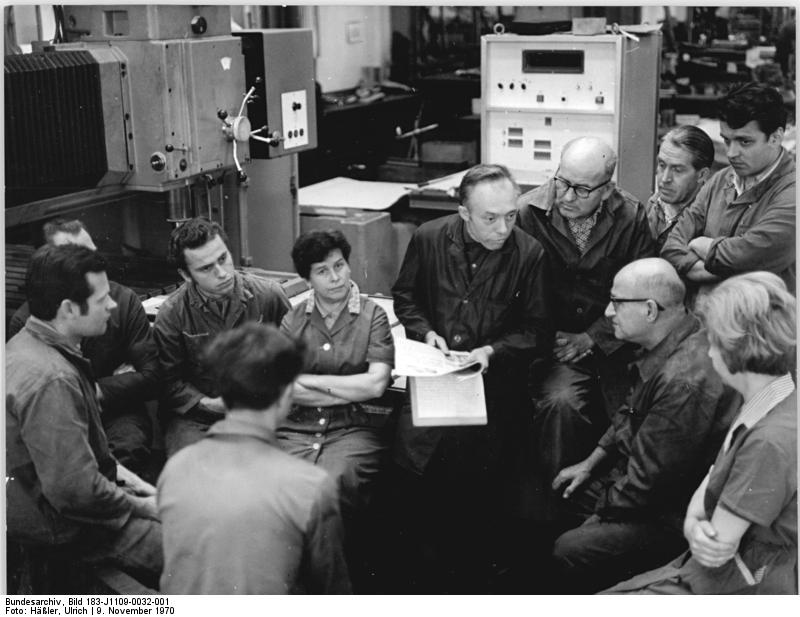
VEB Mikromat, Brigade „Gründung der DDR“, Dresden (1970)

Brigade, auch Arbeitsbrigade, war in den Planwirtschaften der realsozialistischen Staaten die Bezeichnung für die kleinste Arbeitsgruppe in den Betrieben und Verwaltungen, die eine Aufgabe im Produktionsprozess ausführte.

## Hintergrund
Beim Begriff Brigade handelt es sich um eine Bedeutungsentlehnung aus dem Russischen (brigada / бригада). Das deutsche Wort bezeichnete ursprünglich nur einen „militärischen Großverband der Landstreitkräfte“ (siehe Brigade bzw. Brigadier). Gleiches passierte in anderen europäischen Sprachen, die in Staaten unter sowjetischem Einfluss gesprochen wurden (vgl. z. B. polnisch brygada).
In der DDR gab es Brigaden in fast allen staatlichen Betrieben, in Landwirtschaftlichen Produktionsgenossenschaften (LPG) oder in Produktionsgenossenschaften des Handwerks (PGH). In der Pionierorganisation Ernst Thälmann war die Pionierbrigade eine Organisationseinheit unterhalb der Pioniergruppe.
Der Wettbewerb zwischen ihnen wurde durch das jeweilige Kombinat geführt. Der Leiter einer Brigade hieß Brigadier. Jede Brigade führte ein Brigadetagebuch. Die FDJ richtete spezielle Jugendbrigaden ein. Für abgerechnete Leistungen wurden Prämien gezahlt, die regelmäßig für Brigadeausflüge genutzt wurden.
Schulklassen bzw. Pioniergruppen pflegten oft patenschaftliche Beziehungen zu Patenbrigaden.